# Payns
Payns est une commune française, dépendant de l'arrondissement de Nogent-sur-Seine, dans le canton de Troyes, dans le département de l'Aube en région Grand Est. Elle est la 9 323e ville au classement des communes de France ayant le plus d'habitants. Ses habitants se nomment les Payntiers.

## Géographie
| Savières                 |       | Villacerf |
| Le Pavillon-Sainte-Julie | Payns | Mergey    |
|                          |       | Saint-Lye |

### Hydrographie
La commune est dans la région hydrographique : « la Seine de sa source au confluent de l'Oise (exclu) » au sein du bassin Seine-Normandie. Elle est drainée par l'ancien canal de la Haute Seine, la Seine, la Fausse, le canal 01 de la commune de Savières, la Fontaine de Conge, le Fossé 01 de la Fosse Baudrey, le Fossé la Neuve Rivière, le Fossé la Noue, le Fossé la Noue Violette, la Noue du Petit Bois, le Tirva, la rivière du Pont la Bique et divers autres petits cours d'eau,.
La Seine, un fleuve long de 775 km, coule dans le bassin parisien et notamment dans le département de l’Aube en le traversant du sud-est au nord-ouest. Elle longe la commune sur son flanc nord-est.
L'ancien canal de la Haute Seine est un canal, chenal non navigable de 38,2 km. Il prend sa source dans la commune de Barberey-Saint-Sulpice et se jette dans l'Aube au niveau de la commune de Marcilly-sur-Seine.
La Fausse, d'une longueur de 10 km, prend sa source dans la commune de Sainte-Maure et se jette  dans le Melda à Villacerf, après avoir traversé six communes.

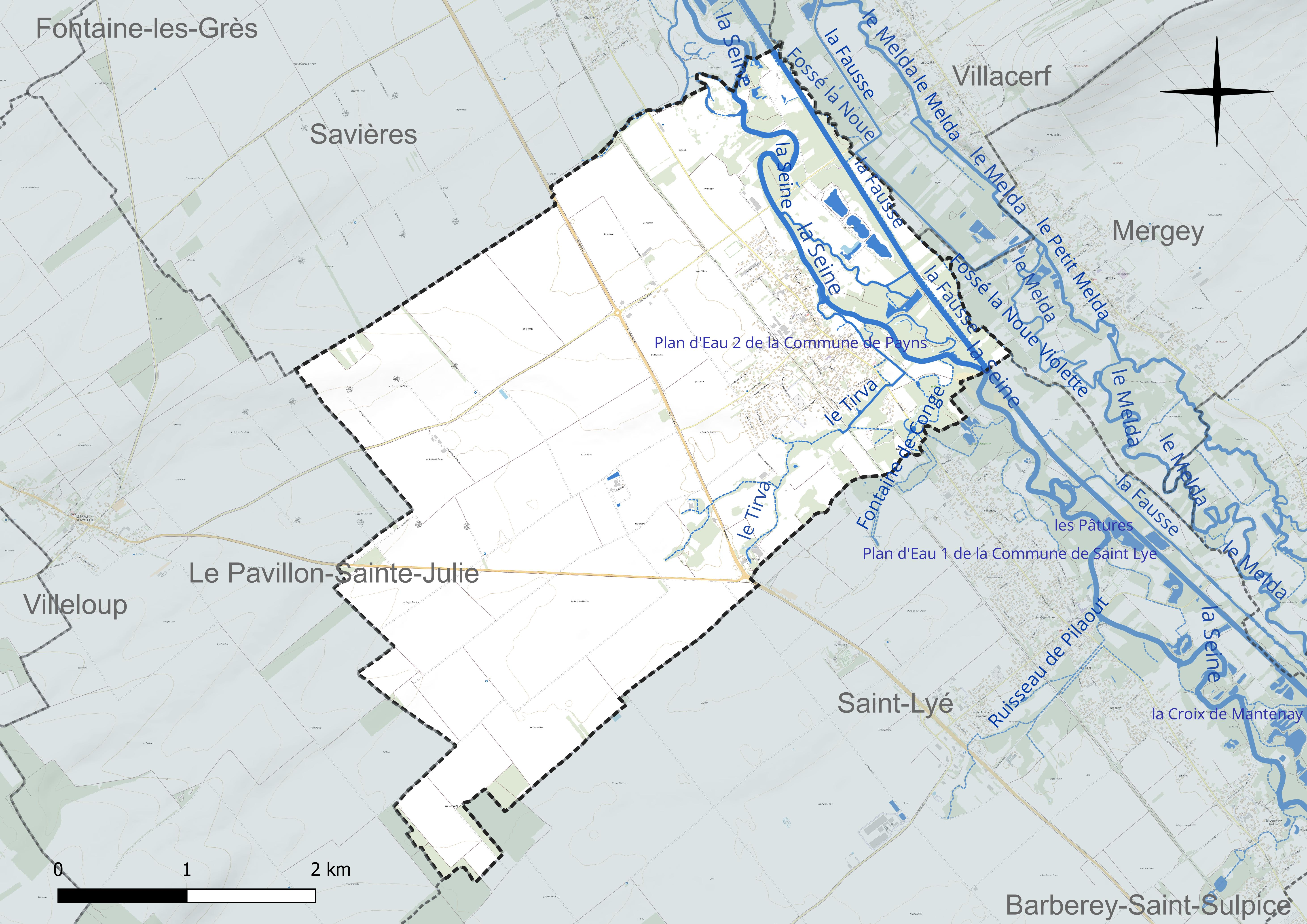
Réseau hydrographique de Payns.

Deux plans d'eau complètent le réseau hydrographique : le plan d'eau 1 de la commune de Payns (1,8 ha) et le plan d'eau 2 de la commune de Payns (1,1 ha),.

### Climat
Pour des articles plus généraux, voir Climat du Grand Est et Climat de l'Aube.
En 2010, le climat de la commune est de type climat océanique dégradé des plaines du Centre et du Nord, selon une étude du Centre national de la recherche scientifique s'appuyant sur une série de données couvrant la période 1971-2000. En 2020, Météo-France publie une typologie des climats de la France métropolitaine dans laquelle la commune est exposée à un climat océanique altéré et est dans la région climatique Nord-est du bassin Parisien, caractérisée par un ensoleillement médiocre, une pluviométrie moyenne régulièrement répartie au cours de l’année et un hiver froid (3 °C).
Pour la période 1971-2000, la température annuelle moyenne est de 10,7 °C, avec une amplitude thermique annuelle de 15,6 °C. Le cumul annuel moyen de précipitations est de 686 mm, avec 11,4 jours de précipitations en janvier et 7,9 jours en juillet. Pour la période 1991-2020, la température moyenne annuelle observée sur la station météorologique de Météo-France la plus proche, « Troyes-Barberey », sur la commune de Barberey-Saint-Sulpice à 6 km à vol d'oiseau, est de 11,3 °C et le cumul annuel moyen de précipitations est de 644,6 mm. 
La température maximale relevée sur cette station est de 41,8 °C, atteinte le 25 juillet 2019 ; la température minimale est de −23 °C, atteinte le 17 janvier 1985,,.
Les paramètres climatiques de la commune ont été estimés pour le milieu du siècle (2041-2070) selon différents scénarios d'émission de gaz à effet de serre à partir des nouvelles projections climatiques de référence DRIAS-2020. Ils sont consultables sur un site dédié publié par Météo-France en novembre 2022.

## Urbanisme

### Typologie
Au 1er janvier 2024, Payns est catégorisée ceinture urbaine, selon la nouvelle grille communale de densité à 7 niveaux définie par l'Insee en 2022.Elle est située hors unité urbaine. Par ailleurs, la commune fait partie de l'aire d'attraction de Troyes, dont elle est une commune de la couronne,. Cette aire, qui regroupe 209 communes, est catégorisée dans les aires de 200 000 à moins de 700 000 habitants,.

### Occupation des sols
L'occupation des sols de la commune, telle qu'elle ressort de la base de données européenne d’occupation biophysique des sols Corine Land Cover (CLC), est marquée par l'importance des territoires agricoles (82,2 % en 2018), en diminution par rapport à 1990 (83,2 %). La répartition détaillée en 2018 est la suivante : terres arables (70,8 %), forêts (11,8 %), prairies (7,1 %), zones urbanisées (5,6 %), zones agricoles hétérogènes (4,3 %), milieux à végétation arbustive et/ou herbacée (0,4 %). L'évolution de l’occupation des sols de la commune et de ses infrastructures peut être observée sur les différentes représentations cartographiques du territoire : la carte de Cassini (XVIIIe siècle), la carte d'état-major (1820-1866) et les cartes ou photos aériennes de l'IGN pour la période actuelle (1950 à aujourd'hui).

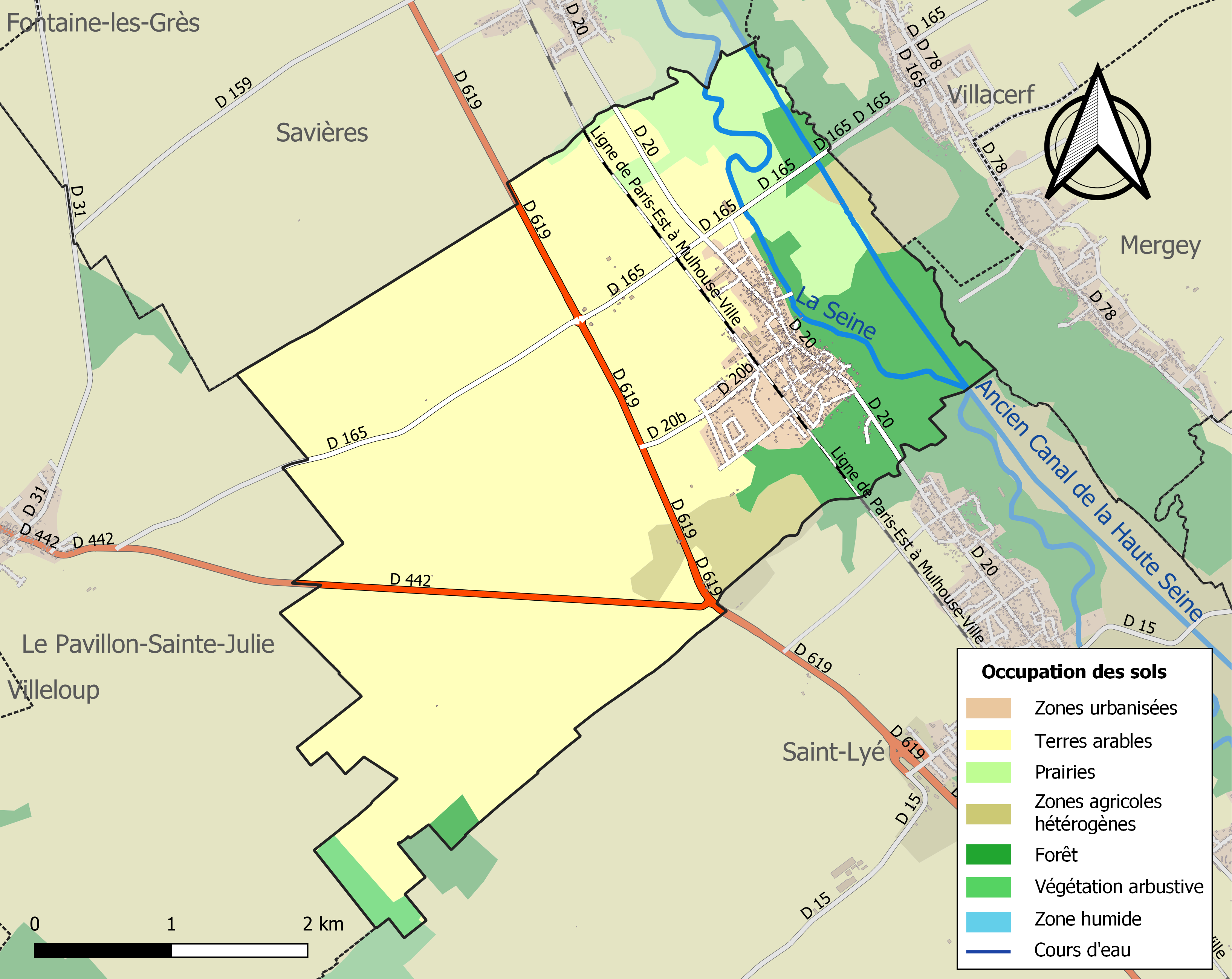
Carte des infrastructures et de l'occupation des sols de la commune en 2018 (CLC).

## Histoire
(juillet 2022).

### Préhistoire
Quelques traces ont été découvertes par le biais d’une prospection archéologique aérienne. Au lieu-dit la Ruelle, une nécropole protohistorique à enclos carrés a été photographiée, témoignant ainsi de l'existence de communautés protohistoriques.

### Époques romaine et gallo-romaine
L'Itinéraire d'Antonin, «  Itinerarium Antonini Augusti », datant de la fin du IIIe siècle, évoque Payns en raison de la possibilité de passer la Seine à gué à cet endroit. En témoigne également, la Table de Peutinger, elle-même copie d'une carte romaine datant du XIIIe siècle, sur laquelle figurent les 53 voies qui desservaient l'Empire romain.

### Moyen Âge
La plus ancienne évocation du village de Payns est recensée au IXe siècle.
Les archives du département de l'Aube contiennent quelques documents carolingiens, notamment un cartulaire provenant de l’abbaye Saint-Pierre de Montiéramey, fondée vers 887 par un prêtre du nom d'Arremar, au milieu de la vaste forêt du Der. Il y est mentionné la vente par Hildemar à Arrémar de la « villa Pendennagio », qui n'est autre que le village de Payns,.
Au début du XIIe siècle, le fief de Payns était en outre vassal du comté de Champagne. Cela explique que Hugues de Payns ait accompagné son suzerain, Hugues de Troyes, comte de Champagne, à Jérusalem en 1104.
Ayant décidé de s'y installer, Hugues de Payns repart à Jérusalem en 1114.
Un moulin est exploité dès 1236 : il appartenait au prieuré de Foissy. Ruiné par les Anglais lors de la guerre de Cent Ans, il est loué, charge au locataire de le reconstruire. Jean Le Bray louait à vie pour 26 livres un moulin à papier, deux à blé et un à chanvre en 1476 ; ils étaient en fort mauvais état et il devait céder le bail assez rapidement à Philippe Le Mercier et son épouse Claude Le Bé. En 1531, il passait dans la famille Largentier, Nicolas épousant Madeleine Lemercier, fille des précédents propriétaires. En 1583, après un procès, le prieuré de Foissy abandonnait la propriété des moulins contre une rente annuelle de 63 livres.

### Les seigneurs de Payns
La seigneurie de Paynsappartient à :
- Hémon II Raguier (mort en 1433) qui, parmi ses nombreux fiefs, est baron de Payns
- Louis Raguier (1401-1488), évêque de Troyes, fils du précédent, en 1455
- Jean Ier Raguier (mort avant 1504), neveu du précédent, seigneur d’Esternay, La Motte-Tilly et Soligny, baron de Payns, trésorier des guerres du duché de Normandie, conseiller et maître des comptes
- Louise Raguier, flle du précédent, qui transmet le fief de Payns à son mari Jean Briçonnet, seigneur du Plessis-Rideau (mort en 1559), fils de Guillaume Briçonnet (1445-1514), surintendant des finances sous Charles VIII, puis cardinal après son veuvage.

### Les Templiers
Hugues de Payns fonde en Terre sainte l'ordre « Paupere Militie Christi » (en français moderne, "la Milice des pauvres chevaliers du Christ"). Après la première croisade, le concile de Troyes fixa la règle de ce qui était devenu l'ordre « Pauperes commilitones Christi templique Salomonici Hierosalemitanis » (en français moderne, "la milice des pauvres chevaliers du temple de Salomon"), plus connue aujourd'hui sous le nom d'ordre du Temple ou Templiers.
En 1998, des recherches archéologiques effectuées sur l'emplacement de la commanderie de Payns permettent de découvrir de pièces de monnaie datées entre 1035 et 1240,.

### 1789
Le village dépendait de l'intendance et de la généralité de Châlons, de l'élection et du bailliage royal de Troyes.

### Château
Le dernier qui nous soit connu et qui ait laissé des traces se situait près de l'église et était constitué d'un colombier datant du XVIe siècle et ses dépendances qui sont en usage de ferme et ses fossés qui sont encore apparents. Il existe aussi une motte au sud du village, peut-être celle qui servit de séjour aux comptes de Champagne, en 1161. Henri le Libéral, en 1210 pour Blanche de Navarre, en 1222 et 1232 pour Thibault IV et en 1263 pour Thibault V. Ce château fut apparemment détruit lors de la guerre de Cent Ans, mais relevé au XVIe siècle avant d'être pris de force par les Ligueurs de Troyes qui saisirent Jeanne Dupuy et rasèrent le château. Il fut reconstruit et une nouvelle fois saccagé en 1609.
Prieuré : La chapelle du château est attestée dès 1201 et devait être le siège du prieuré sous le vocable de Notre-Dame qui était à l'abbaye de Montier-la-Celle. Comme prieurs, nous sont connus : Guillaume Garnier (1302), Regnaud (1342), Berchaire Le Febvure (1754) et Laurent Bizon (1774).

### Hôtel-Dieu
Il est attesté par l'évêque de Troyes Henri en 1147. Sa direction fut confiée aux Dames aux Nonnains en 1192 et subsista jusqu'au XIVe siècle.

## Politique et administration
| Période                                  | Période  | Identité                                         | Étiquette | Qualité                    |
| ---------------------------------------- | -------- | ------------------------------------------------ | --------- | -------------------------- |
| mars 2001                                | En cours | M. Michel Sainton Réélu pour le mandat 2020-2026 | DVD       | Retraité de l'enseignement |
| Les données manquantes sont à compléter. |          |                                                  |           |                            |

Le nombre d'habitants, au dernier recensement, étant compris entre 500 et 1499, le nombre de membres du conseil municipal est de 15.

## Démographie
L'évolution du nombre d'habitants est connue à travers les recensements de la population effectués dans la commune depuis 1793. Pour les communes de moins de 10 000 habitants, une enquête de recensement portant sur toute la population est réalisée tous les cinq ans, les populations de référence des années intermédiaires étant quant à elles estimées par interpolation ou extrapolation. Pour la commune, le premier recensement exhaustif entrant dans le cadre du nouveau dispositif a été réalisé en 2004.

En 2022, la commune comptait 1 396 habitants, en évolution de +2,12 % par rapport à 2016 (Aube : +0,7 %, France hors Mayotte : +2,11 %).
| 1793 | 1800 | 1806 | 1821 | 1831 | 1836 | 1841 | 1846 | 1851 |
| ---- | ---- | ---- | ---- | ---- | ---- | ---- | ---- | ---- |
| 463  | 520  | 515  | 496  | 575  | 614  | 583  | 622  | 662  |

| 1856 | 1861 | 1866 | 1872 | 1876 | 1881 | 1886 | 1891 | 1896 |
| ---- | ---- | ---- | ---- | ---- | ---- | ---- | ---- | ---- |
| 700  | 689  | 707  | 695  | 686  | 686  | 708  | 681  | 647  |

| 1901 | 1906 | 1911 | 1921 | 1926 | 1931 | 1936 | 1946 | 1954 |
| ---- | ---- | ---- | ---- | ---- | ---- | ---- | ---- | ---- |
| 639  | 654  | 598  | 606  | 683  | 728  | 683  | 719  | 828  |

| 1962 | 1968 | 1975 | 1982 | 1990 | 1999 | 2004  | 2006  | 2009  |
| ---- | ---- | ---- | ---- | ---- | ---- | ----- | ----- | ----- |
| 854  | 912  | 848  | 768  | 867  | 894  | 1 025 | 1 097 | 1 198 |

| 2014  | 2019  | 2022  | - | - | - | - | - | - |
| ----- | ----- | ----- | - | - | - | - | - | - |
| 1 338 | 1 374 | 1 396 | - | - | - | - | - | - |

## Lieux et monuments
- Commanderie de Payns.
- Musée Hugues-de-Payns.

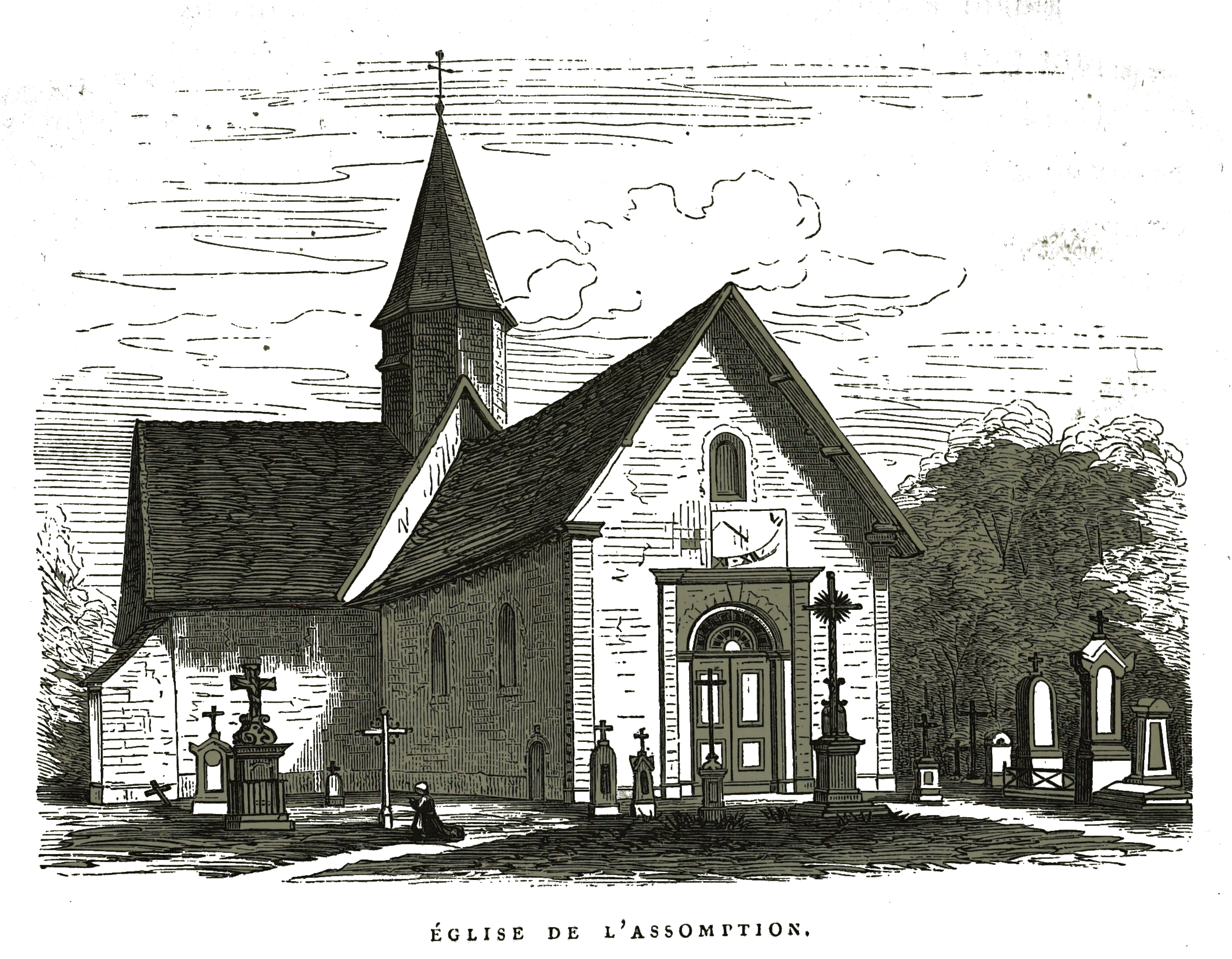
L'église par un dessin de Charles Fichot.

- L'église de l'Assomption de la Vierge de Payns était une succursale de Saint-Lyé, dépendant donc du Grand-doyenné de Troyes. Sous le vocable de l'Assomption, sa nef date du XIIe siècle, et le reste date du XVIe siècle. Elle est bâtie sur un plan de croix latine, avec une abside à cinq pans et parmi son mobilier : une pietà[34] en calcaire polychrome et une Marie à l'Enfant[35] aussi en calcaire ; toutes deux datant du XVIe siècle.
- Un vitrail de Jacques Bony ayant pour thème l'Assomption de la Vierge date de 1947[36].

## Personnalités liées à la commune
- Hugues de Payns (1070 env.-1136), fondateur et premier maître de l'ordre du Temple.

## Héraldique
| Blason de Payns | Blason  | De sinople à la burelle ondée d’or en chef, au chef d’or chargé d’une burelle ondée d’azur, au templier d’argent posé de profil, ganté de sable, appuyé sur son bouclier d’argent chargé d'une croix latine ancrée de gueules et à la bordure de sable, tenant une bannière coupée de sable et d’argent à la croisette ancrée de gueules brochante, à la hampe de sable. |
| Blason de Payns | Détails | Le statut officiel du blason reste à déterminer. |